# Hauteville (Zwitserland)

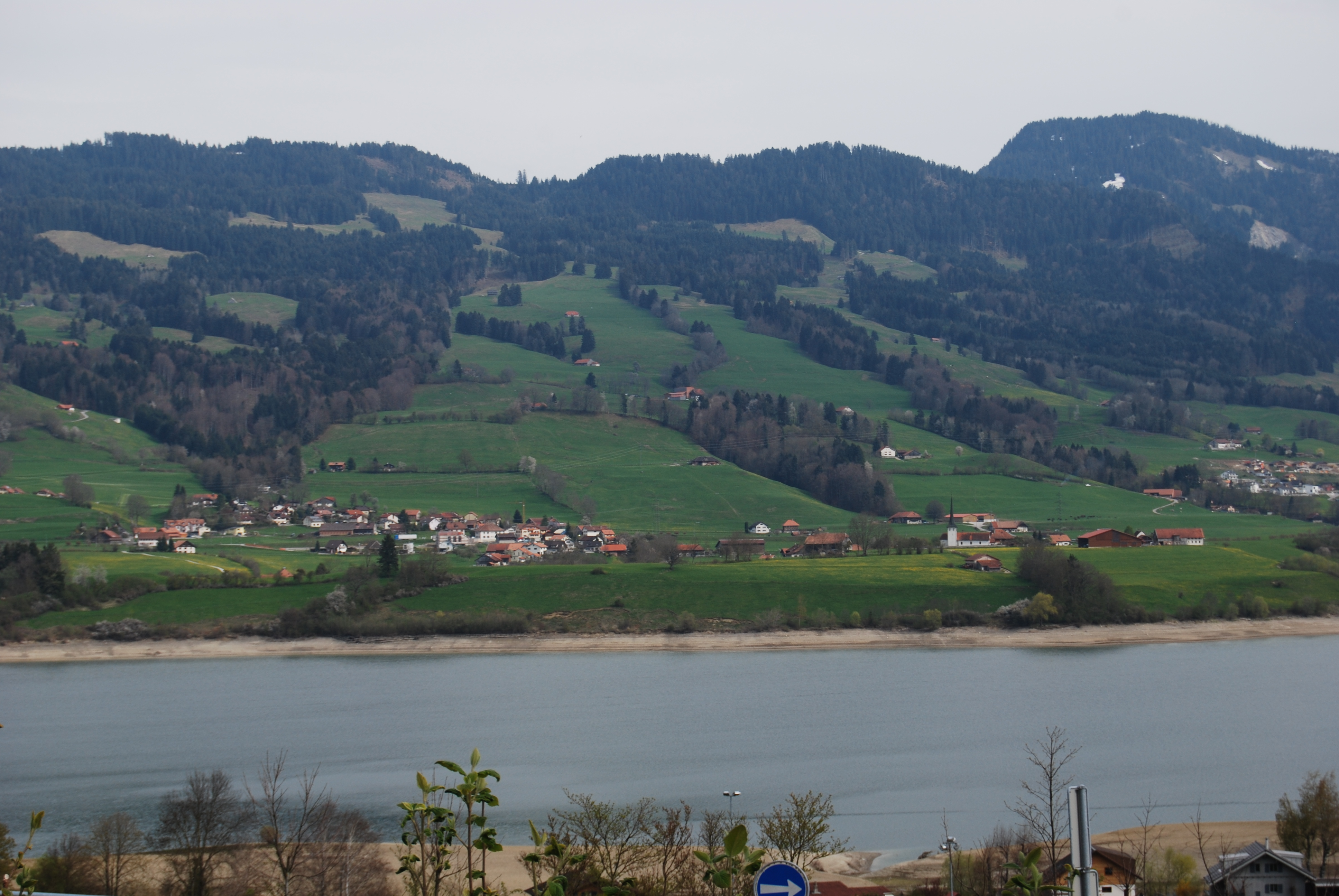
Hauteville

Hauteville is een gemeente en plaats in het Zwitserse kanton Fribourg, en maakt deel uit van het district Gruyère.
Hauteville telt 652 inwoners.